# Öppen ordklass
En öppen ordklass är en ordklass där det kontinuerligt tillkommer nya ord, exempelvis genom nybildning och inlån från andra språk. Exempel på öppna ordklasser i svenskan är substantiv och verb.